# Enrique Ponce

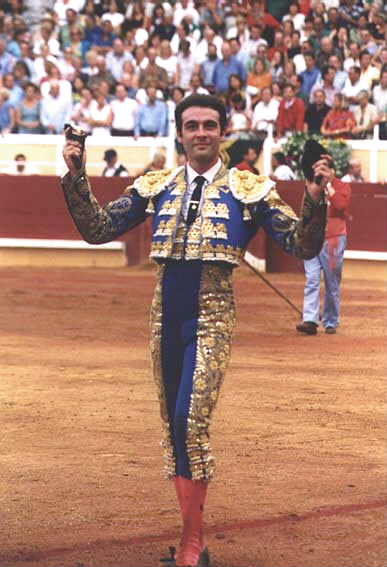
Enrique Ponce

Enrique Ponce Martínez (Chiva (Valencia), 8 december 1971) is een Spaanse matador.
Hij debuteerde als zestienjarige in de arena van Castellón en werd op 16 maart 1990 in de arena van Valencia gepromoveerd tot Matador de Toros. Bij zijn promotie was Jose Miguel Arroyo 'Joselito' de Padrino en fungeerde Miguel Baez 'Litri' als getuige.  De stieren waren afkomstig van de Portugese stierenfokker Joao Moura. De promotie van Ponce werd op 30 september 1990 in Madrid bevestigd door Rafael de Paula, met Luis Francisco Esplá als getuige. Ditmaal kwamen de stieren van de fokkerij Viuda de Diego Garrido. Ponce werd tweemaal in triomf op de schouders de ring van Madrid uitgedragen en liet een dertigtal stieren in leven.